# Pintura de Corea
La denominación Pintura coreana se aplica a las obras pictóricas realizadas por artistas coreanos en Corea o en el extranjero sobre cualquier superficie. Comprende desde manifestaciones artísticas tan antiguas como los petroglifos hasta el arte conceptual posmoderno que utiliza la luz para crear formas transitorias.

## Introducción

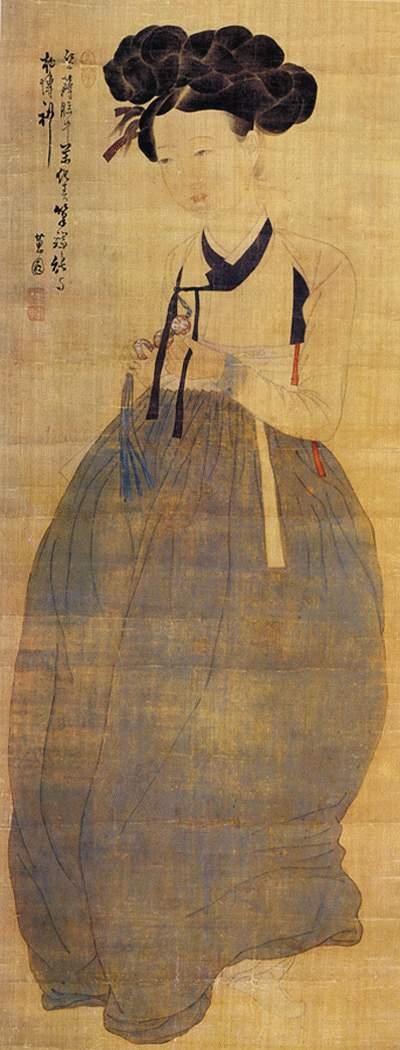
Retrato de una belleza por Hyewon.

En general, la historia de la pintura coreana se remonta aproximadamente al 108 d.c., cuando aparece por primera vez como una forma artística independiente. Hay pocos estudios sobre las obras pictóricas creadas desde ese momento hasta las pinturas y frescos que aparecen en las tumbas de la dinastía Goryeo. Baste decir que hasta la dinastía Joseon, la principal influencia fue la pintura china, aunque los motivos eran paisajes coreanos, rasgos faciales, temas budistas, y un énfasis en la observación celeste, en consonancia con el rápido desarrollo de la astronomía coreana.
A lo largo de la historia de la pintura coreana, ha habido una constante separación entre las obras monocromáticas de pincelada en negro, muy a menudo sobre papel de seda o de morera, y el colorido arte popular o min-hwa, el arte ritual, las pinturas de las tumbas y los festivales de las artes, en los que se hace un amplio uso del color.
Esta distinción a menudo se basa en clases sociales: los artistas cultos, académicos, en particular los del período de Confucio consideraban que se podía ver el color en la gradación de la pintura monocromática y que el uso del color suponía una limitación para la pintura y restringía la imaginación. El arte popular coreano y la pintura de los elementos arquitectónicos se percibió como de cierto brillo fuera de su marco, nuevamente dentro de la tradición de la arquitectura china, y la temprana influencia budista de ricos colores primarios se inspiraba en el Arte de la India.
Los pintores coreanos en el período posterior a 1945 asimilaron algunos de los enfoques de Occidente. Algunos artistas europeos con la técnica del empaste con gruesas pinceladas atrajeron el interés de los pintores coreanos en un primer momento. Artistas como Gauguin, Monticelli, Van Gogh, Cézanne, Pissarro y Braque han sido muy influyentes ya que han sido los más estudiados en las escuelas de arte, con libros que se hallaban disponibles y eran rápidamente traducidos al coreano. A partir de estos se ha configurado la paleta tonal de los modernos artistas coreanos: amarillo ocre, amarillo de cadmio, amarillo Nápoles, rojo tierra y siena, todos densamente pintados, con trazos toscos y, a menudo, mostrando la áspera textura de los lienzos o el grueso grano de los papeles hechos a mano.
La teoría del color utilizada desde una perspectiva formal establece coincidencias entre el arte pictórico tradicional y el pop-gráfico, puesto que la principal influencia en estos artistas es el arte cerámico.

## Características generales

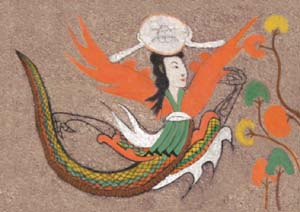
Pintura encontrada en una tumba de Koguryŏ.

Las obras típicas del arte budista muestran a Buda o a los monjes budistas, y las del arte confuciano a los discípulos en reposo, o a menudo estudiando en un entorno sosegado de montaña, de acuerdo con las tendencias generales del arte asiático.
Los Budas suelen tener rasgos faciales coreanos, y están en posiciones de tranquilo reposo. El color del nimbo no es necesariamente oro, sino que puede estar sugerido por colores claros.
Los rostros tienden al realismo, y muestran la humanidad y la edad. Los ropajes de algunos de ellos fueron hechos con sumo cuidado. El rostro es generalmente en dos dimensiones, y la ropa en tres dimensiones. Al igual que en el arte occidental de la Edad Media y el Renacimiento, la ropa y los rostros son realizados a menudo por dos o tres artistas diferentes que se especializan en una determinada habilidad pictórica. 
Los aristócratas suelen llevar el tradicional sombrero alargado y de ala ancha, llamado gat o cualquier otra clase de sombrero, y la característica vestimenta monocromática. Normalmente están en casas de té cerca de las montañas o en refugios en la montaña, o se les retrata junto a sus maestros o tutores.
Las escenas de caza, corrientes en todo el mundo, se ven a menudo en el arte coreano cortesano, y recuerdan a las escenas de caza del arte mongol y persa, en las que son cazados jabalíes y ciervos, y en ocasiones incluso tigres siberianos, con lanzas y mazas que eran utilizadas por los jinetes en los territorios de caza después de que los arqueros, sobre el terreno, provocasen a los animales.

## Pintores de Goguryeo
El arte de Goguryeo, conservado en su mayor parte en pinturas funerarias, destaca por la fuerza de su imaginería. Su elegancia y detallismo pueden verse en las tumbas de Goguryeo y en obras murales, mostrando algunas piezas de arte un original estilo pictórico.

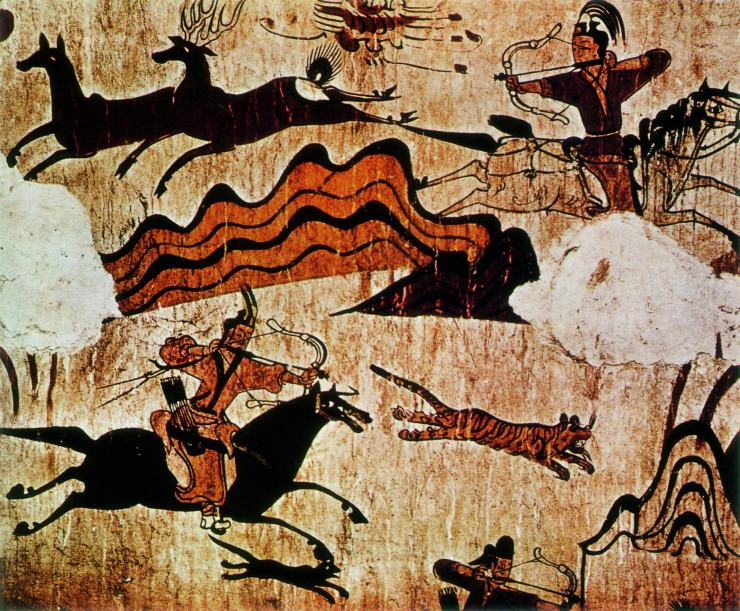
Mural en las tumbas de Koguryŏ.

Los murales de los sepulcros de Goguryeo datan aproximadamente del año 500, durante el período Goguryeo, que comprende del 37 a. C. al 668 d. C. Estos magníficos murales, todavía intensamente policromados, muestran la vida diaria y la mitología coreana de aquella época. En el año 2005 fueron halladas setenta pinturas murales, la mayoría en el río Taedong, que discurre cerca de la capital, en el área de Anak, al sur de la provincia de Hwanghae, y en Ji'an, en la provincia china de Jilin. Los murales del Templo de Horyu, considerados tesoros en Japón, fueron pintados por el monje goguryeo Damjing.

## Pintura de la dinastía Goryeo

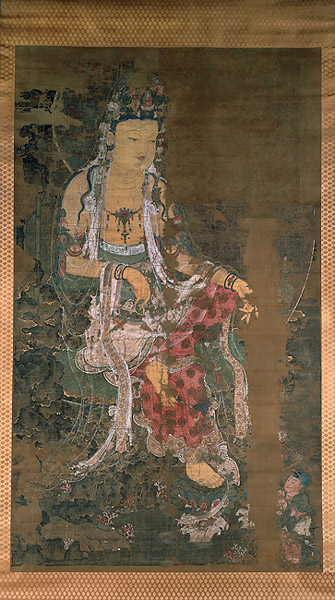
Avalokiteshvara. Pintura de la dinastía coreana Goryeo.

En época de la dinastía Goryeo se produjeron, al servicio del budismo, pinturas excepcionalmente hermosas, especialmente del bodhisattva Avalokiteshvara (en coreano, Gwaneum Bosal), que destacan por su elegancia y espiritualidad.
Fuera de la tradición budista, los artistas Yi Nyeong y Yi Je-hyeon son considerados como los más significativos de Goryeo.

## Pintura de la dinastía Joseon
En este período la influencia del confucionismo se superpone a la del budismo, aunque permanecen los elementos budistas. El arte budista no entró en declive, sino que continuó y fue alentado, aunque no desde las instituciones imperiales, ni era oficialmente del gusto de la dinastía Joseon; sin embargo, en las casas particulares, y lo cierto es que también en los palacios de verano de los reyes de la dinastía Joseon, la sencillez del arte budista gozó de gran aprecio.

### Primera etapa
Aunque la dinastía Joseon comienza auspiciada por los militares, el estilo de Goryeo pudo evolucionar, y la iconografía budista (bambú, orquídeas, ciruelas y crisantemos, junto con los amuletos familiares)todavía formaba parte de los géneros pictóricos. Ni los colores ni las formas sufrieron en realidad cambio alguno; los gobernantes se abstuvieron de regular el arte, y los ideales de Ming y las técnicas importadas se continúan en los trabajos idealizados de la primera época de la dinastía.

### Segunda etapa
Hacia la mitad del período Joseon, los estilos pictóricos se orientan progresivamente hacia el realismo.
El estilo internacional de pintura de paisajes llamado "true view" provoca un movimiento desde el estilo chino tradicional de paisajes amplios e idealizados hacia localizaciones concretas reproducidas con exactitud. Sin ser fotográfico, el estilo era lo suficientemente académico como para llegar a ser establecido y aceptado como un estándar en la pintura coreana.
Uno de los pintores representativos de esta etapa es Hwang Jip-jung, nacido en 1553.

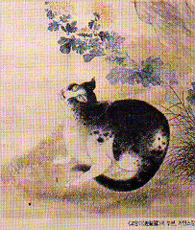
Pintura de Owon.

### Edad de Oro
La segunda mitad del período Joseon se considera la Edad de Oro de la pintura coreana. Coincide con el golpe que supone la caída de la dinastía Ming, y va ligada a la ascensión de los emperadores manchúes en China y la imposición a los artistas coreanos de construir nuevos modelos artísticos basados en el nacionalismo y en una búsqueda personal de los temas característicos de Corea. En esta época disminuyó la influencia china y el arte coreano tomó su propio camino, volviéndose cada vez más distintivo.
La lista de pintores notables es extensa, pero entre los más destacados pueden citarse los siguientes:
- Jeong Seon (1676–1759), pintor y literato influido por la Escuela de Wu de la dinastía china Ming, dedicado a los paisajes de la montaña Diamond.

- Yun Duseo (1668–1715), retratista.

- Kim Hong-do (1745–1818?), que utiliza el seudónimo de Danwon, pintó escenas intensamente coloreadas de la gente común y la clase trabajadora realizando sus actividades habituales. Sus pinturas son de un realismo fotográfico o de tarjeta postal, con una paleta de blancos, azules y verdes. En sus trabajos la caligrafía, cuando la hay, es mínima; sin embargo, tienen un sentido del humor y una variedad de gestos y movimientos que los hacen muy imitados hasta nuestros días.

- Shin Yun-bok (1758-?), bajo el seudónimo de Hyewon, pintor cortesano que a menudo pintaba a los aristócratas. Es famoso por sus intensos rojos y azules, y sus grises paisajes de montaña.

- Owon, seudónimo de Jang Seung-eop (1843–1897), fue un pintor del final de la dinastía Joseon en Corea y uno de los tres grandes wons de la misma.

Otros artistas importantes de la escuela de los literatos fueron Yi Kyong-yun y Kang Se-hwang.